# Combat de nit

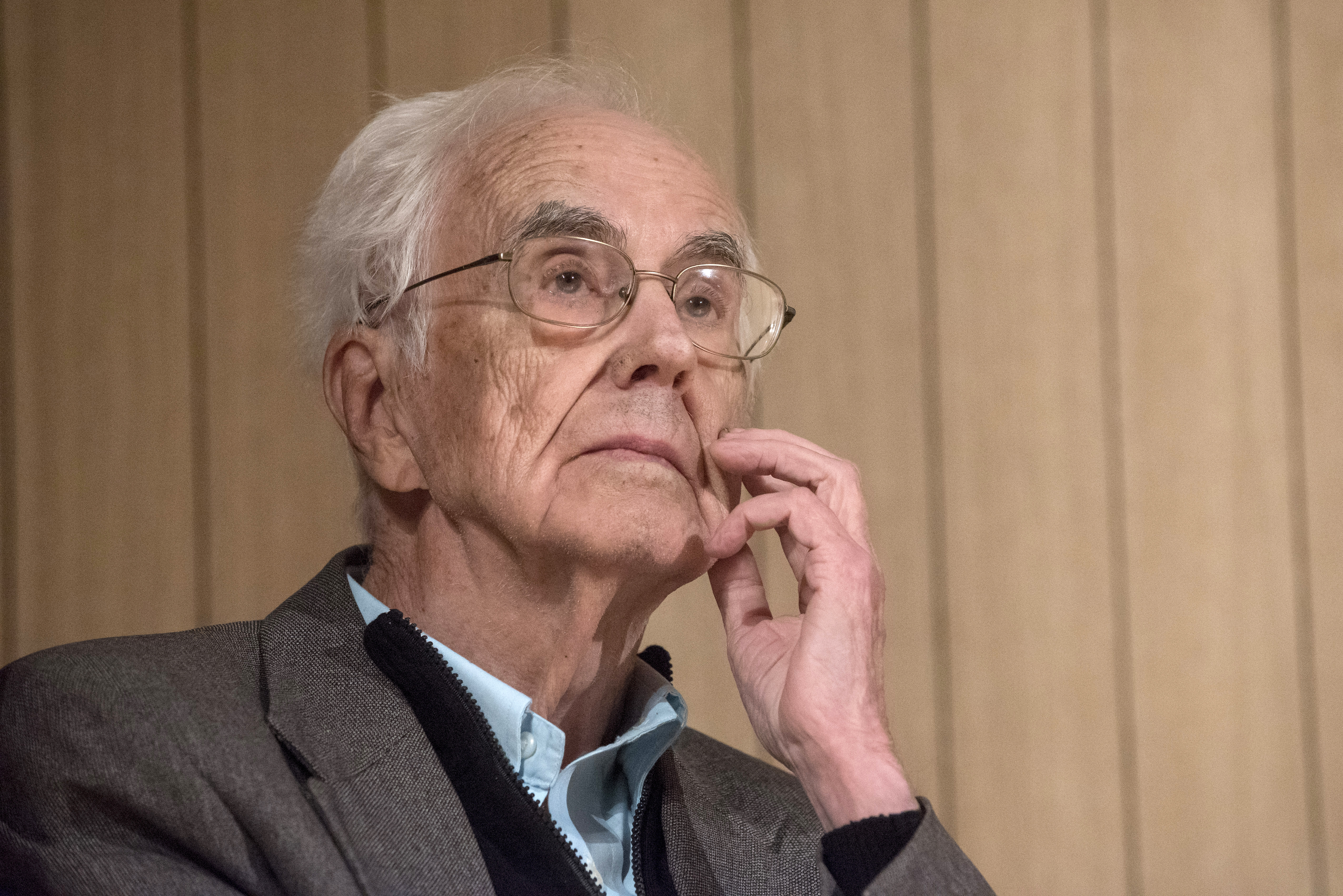
Josep Maria Espinàs

Combat de nit és una novel·la de l'escriptor i periodista català Josep Maria Espinàs i Massip, publicada l'any 1959 per Editorial Aymà.

## Argument
Narra la història de Pep Martí, un conductor de camions de gran tonatge que, en companyia del seu ajudant, l'Eusebi, fa trajectes entre Barcelona i Valladolid.
| «                                                 | A la cabina, sol, mentre l'altre dorm, un es queda sense res. S'hi està bé a la cabina. No. S'hi està no tan malament. Això. Un es queda sol i llavors es fa carretera, i un pensa que va en algun lloc. Que fa una cosa, l'única cosa, la definitiva. Per què es fa aquesta cosa, i per què és així, no se sap. Tant se val. Córrer sol fins al final. En la nit a cegues. Però córrer. | » |
| — Josep Maria Espinàs, Combat de nit (1959) p.151 | |   |

## Anàlisi de l'obra
De tan senzilla com sembla no és fàcil de llegir. Escrita en present d'indicatiu i amb diàlegs realistes, sense narrador omnipresent, amb silencis i elipsis que comprometen la ubicació, així com la identificació temporal dels personatges.
La idea de la lluita per la vida, en la foscor de la nit, reflectida en el títol de la novel·la, el cert desarrelament dels protagonistes conformen la història, una obra escrita en ple existencialime.
Espinàs va realitzar personalment el trajecte cap a Valladolid amb els dos camioners i el seu camió, matrícula T-7440, al que va dedicar el llibre una vegada escrit i comptant amb la col·laboració de Miguel Delibes, qui va publicar en el seu diari que l'escriptor havia arribat a la seva ciutat perquè estava escrivint un llibre sobre camioners.

## Recepció de l'obra
Miguel Delibes la va considerar una novel·la reportatge comparable a les de Hemingway. Salvador Espriu la va equiparar, «per la seva consistència», a les obres d'Antoine de Saint-Exupéry i de Georges Simenon.
| «                    | És transparent, amb una transparència que, injustament, massa sovint ha estat anomenada senzillesa o facilitat. La seva obra és clara, com cal que sigui. | » |
| — Joan Triadú (1971) | |   |

## Edicions
La primera edició el 1959 va anar a càrrec de l'Editorial Aymà. El setembre de 1961 Ediciones Destino va publicar en castellà, una versió d'Enric Badosa. El 1971 Edicions Proa la va reedità en català en la seva col·lecció Biblioteca A tot Vent. El 2018 Edicions La Campana va reeditar l'obra.